# Шмельн-Пуцкау
Шмельнн-Пуцкау (нім. Schmölln-Putzkau; в.-луж. Smělna-Póckowy) — громада в Німеччині, розташована в землі Саксонія. Входить до складу району Бауцен.
Площа — 32,94 км2. Населення становить 2964 ос. (станом на 31 грудня 2020).

## Адміністративний поділ
Комуна підрозділяється на 4 сільські округи:
- Новий Шмелн (близько 110 осіб)
- Пуцкау (близько 1850 осіб)
- Шмельн (близько 1150 осіб)
- Требігау (близько 320 осіб)

## Галерея

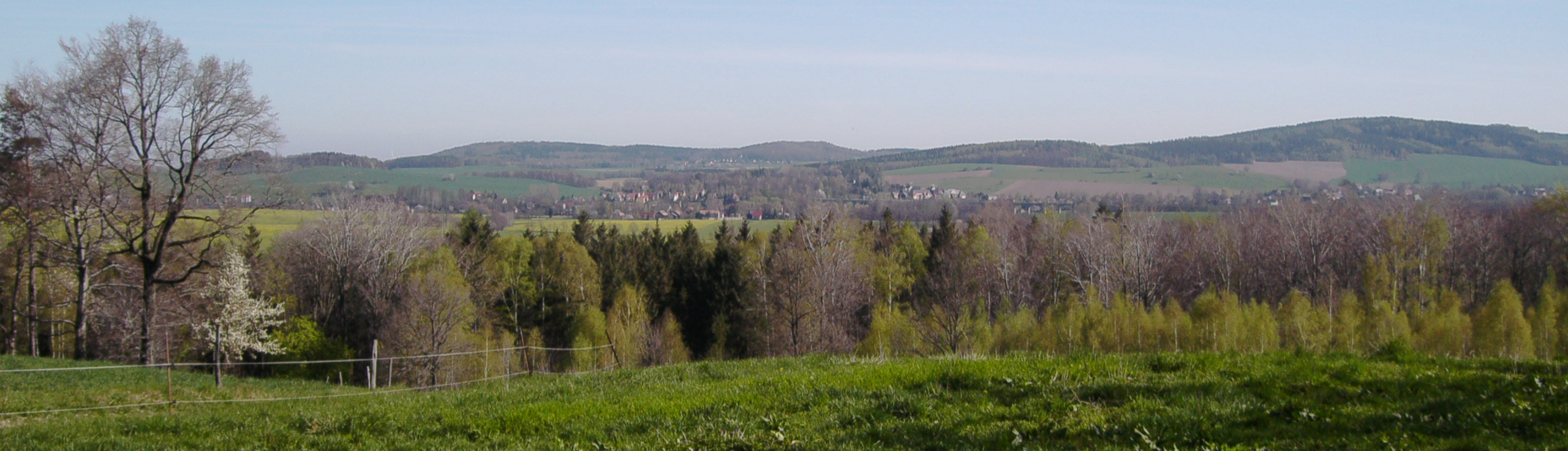
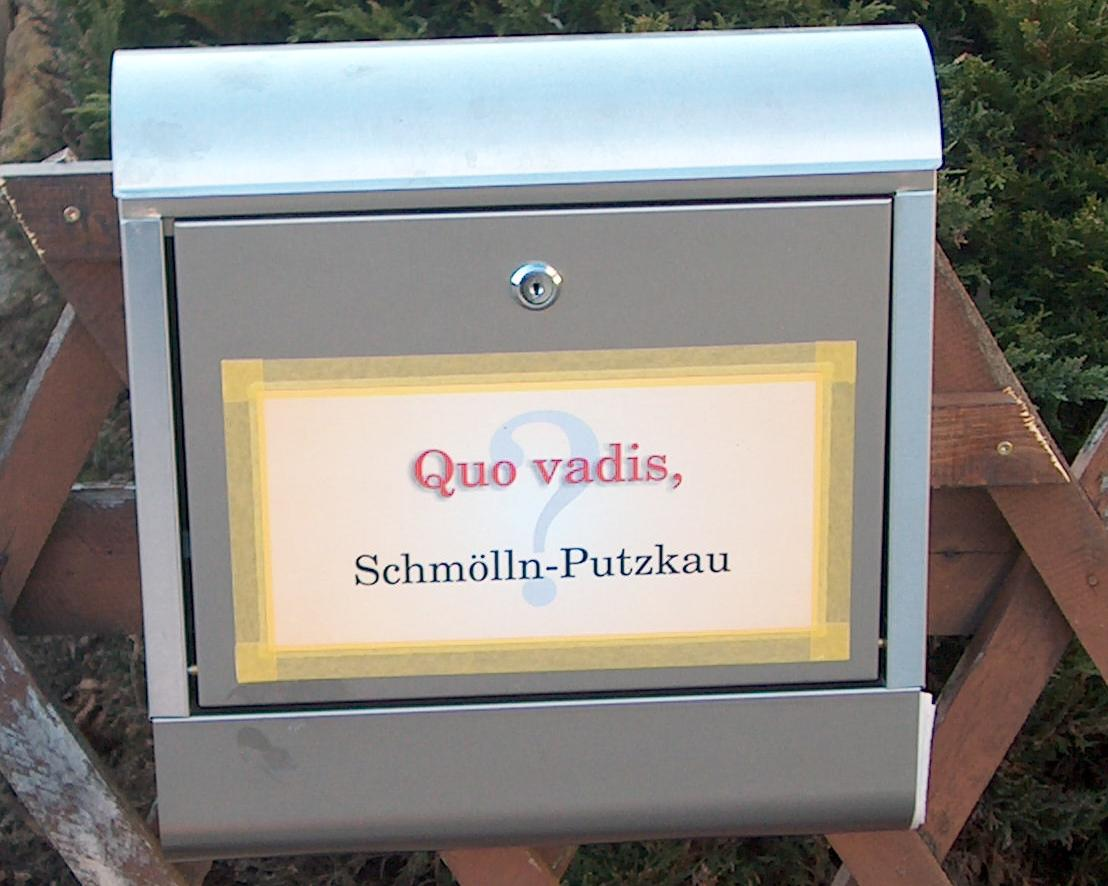
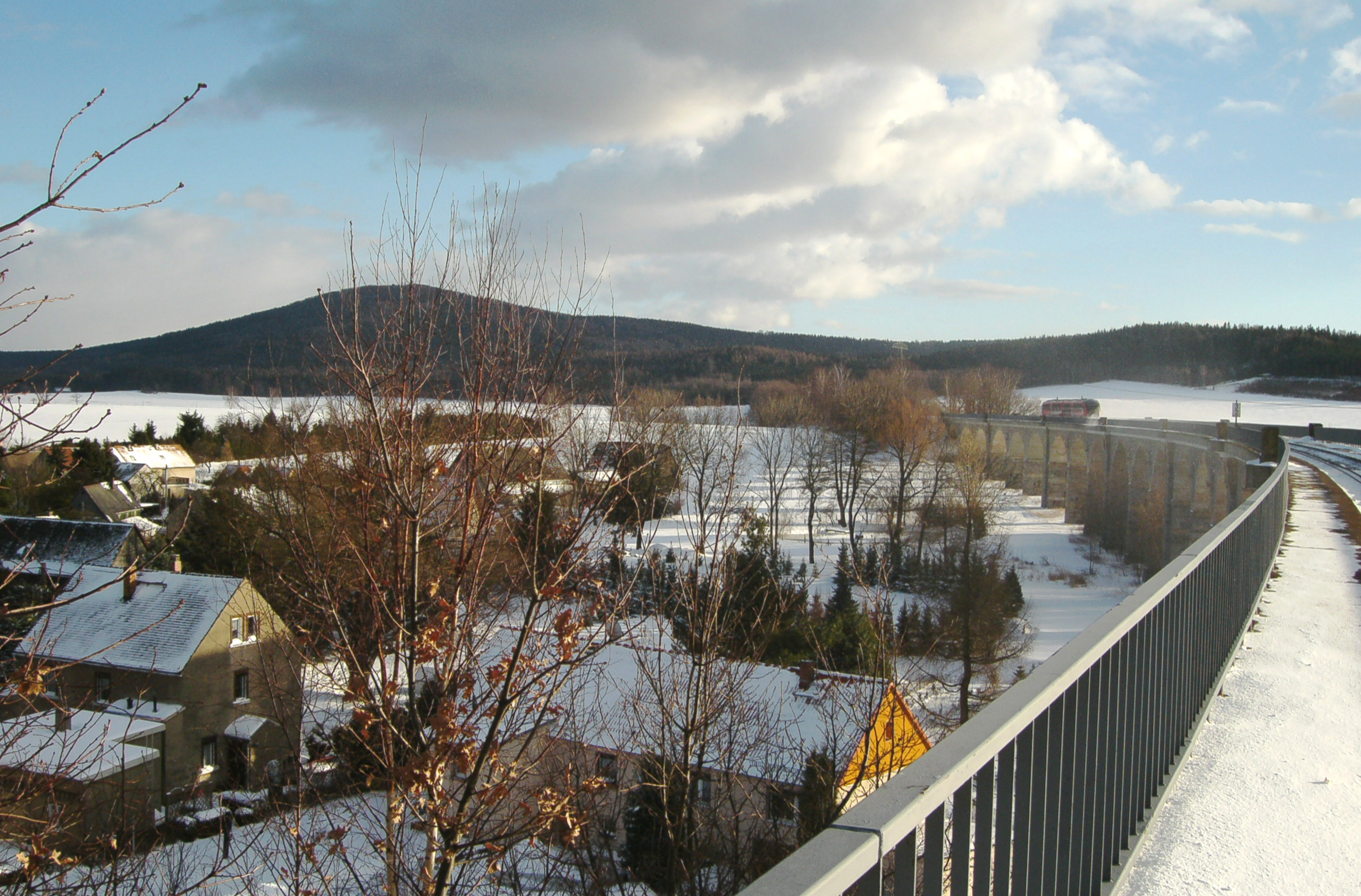
Віадук